# Tipula kuntzeana
Tipula kuntzeana är en tvåvingeart som beskrevs av Alexander 1971. Tipula kuntzeana ingår i släktet Tipula och familjen storharkrankar. Inga underarter finns listade i Catalogue of Life.